# Pašman (Ort)
Pašman (deutsch veraltet Pasmann) ist ein Ort auf der gleichnamigen Insel in der Gespanschaft Zadar in Kroatien.
Der Ort liegt im Osten der Insel Pašman auf der zum Festland liegenden Seite gegenüber Turanj. Dazwischen liegen noch die kleinen Inseln Babac und Komornik. 1067 wurde das Dorf als Postimana das erste Mal urkundlich erwähnt. Im Ort steht eine Pfarrkirche aus dem 18. Jahrhundert.

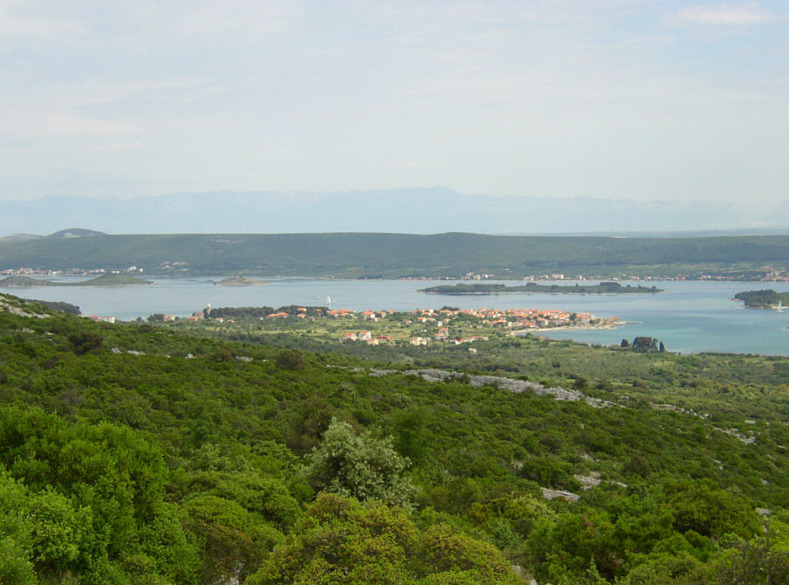
Ortschaft Pasmann. Im Hintergrund das Festland.